# 963 Iduberga
963 Iduberga este un asteroid din centura principală, descoperit pe 26 octombrie 1921, de Karl Reinmuth.